# باشگاه فوتبال وینسفورد یونایتد
باشگاه فوتبال وینسفورد یونایتد (به انگلیسی: Winsford United Football Club) یک باشگاه فوتبال در شهر وینسفورد، کشور انگلستان است که در سال ۱۸۸۳ میلادی تأسیس شده‌است.